# Левківці (Тульчинський район)
Ле́вківці — село в Україні, у Шпиківській селищній громаді Тульчинського району Вінницької області. Населення становить 582 особи.
Поблизу села знаходиться ботанічна пам'ятка природи місцевого значення Шпиківська дубина.

## Історія
7 (20) листопада 1917 року, відповідно до Третього Універсалу Української Центральної Ради, увійшло до складу Української Народної Республіки.
12 червня 2020 року, відповідно до Розпорядження Кабінету Міністрів України від  № 707-р «Про визначення адміністративних центрів та затвердження територій територіальних громад Вінницької області», увійшло до складу Шпиківської селищної територіальної громади.
19 липня 2020 року, в результаті адміністративно-територіальної реформи та ліквідації Тульчинського район(1923 — 2020), село увійшло до складу новоутвореного Тульчинського району.

## Населення

### Мова
Розподіл населення за рідною мовою за даними перепису 2001 року:

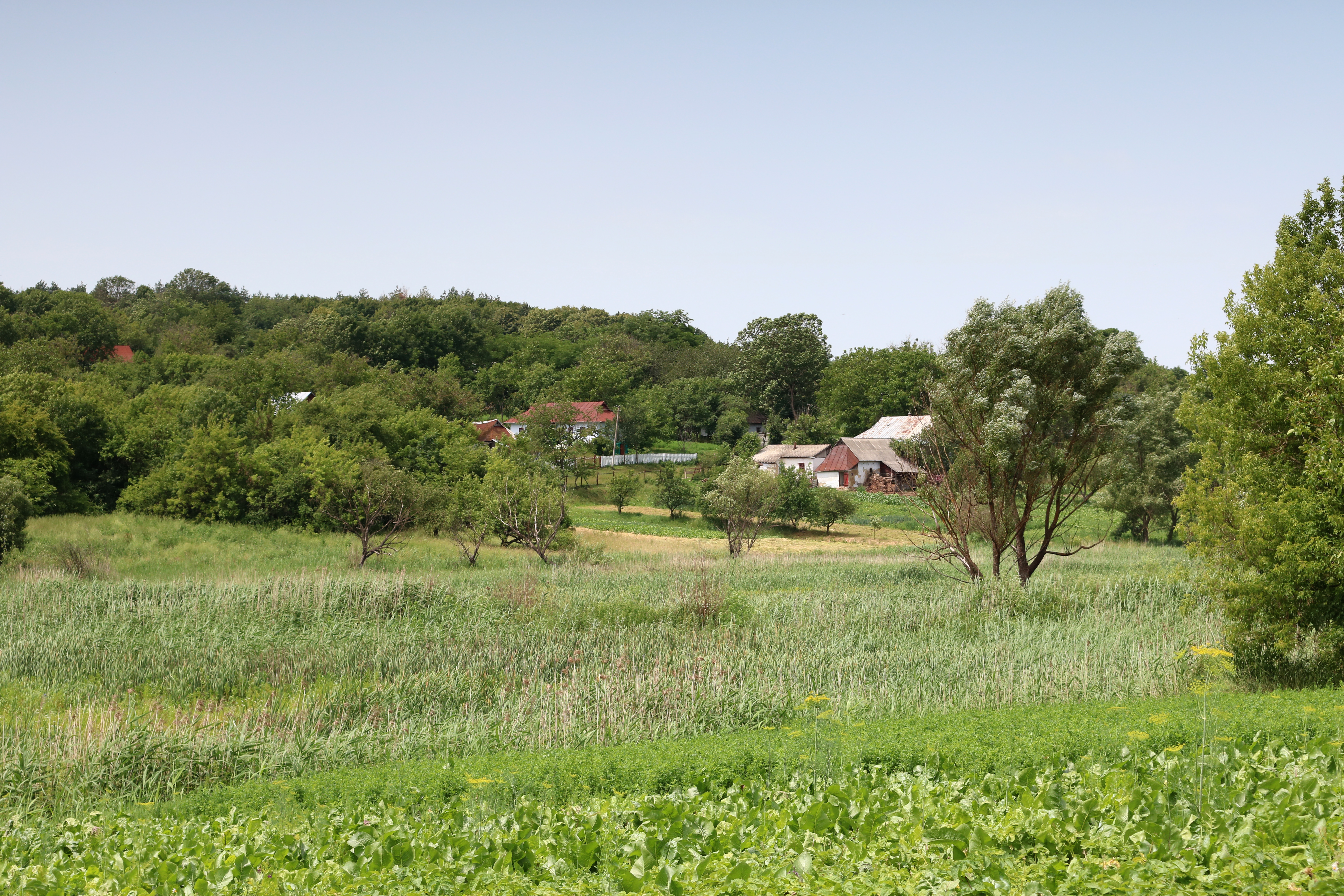
село Левківці

| Мова            | Кількість | Відсоток |
| --------------- | --------- | -------- |
| українська      | 922       | 99.35%   |
| російська       | 4         | 0.43%    |
| румунська       | 1         | 0.11%    |
| інші/не вказали | 1         | 0.11%    |
| Усього          | 928       | 100%     |

## Уродженці села
- Леонтьєв Олександр Іванович (6.11.1963) — співак, педагог, відмінник освіти України, володар Гран-прі на X Міжнародному пісенному конкурсі «Обереги України», лауреат міжнародного конкурсу «Мелодія двох сердець».
- Семчук Василь Степанович (27.09.1957) - український журналіст, видавець, громадський діяч. Член Національної спілки журналістів України (1992). Закінчив факультет журналістики Київського держуніверситету ім. Т. Г. Шевченка. Працював кореспондентом Чернівецької обласної газети "Молодий буковинець", випусковим редактором районних газет у Чернівецькій обласній друкарні, заступником директора видавництва "Буковина". Нині -заступник головного редактора газети "Чернівці". Редагує газету "Слово Боже". Редактор і дизайнер низки книг, зокрема "Вітання з Чернівців" Ігора Чеховського і Олександра Масана, "Зірки не гаснуть" Юхима Гусара, "Річенька дитинства" Михайла Ревуцького, "Життєва заметіль" Віктора Обдуленка, "Пылает сердце пламенем рябины" Віктора Сисоєва, "Сахара толпы" Віталія Демченка... Лауреат премії Фонду пам'яті журналіста Г. Л. Шабашкевича. Як член Української соціал-демократичної партії балотувався кандидатом у народні депутати України у Блоці Юлії Тимошенко. Обирався депутатом Чернівецької міської ради. Василь Семчук - номінант видання "Інформаційний простір Буковини". - Чернівці: Букрек,2004.- С.168. - ISBN 966-8500-17-2. (01.01.2015).
- Небава Микола Іванович (13.05.1958) – український науковець, педагог, кандидат економічних наук, професор кафедри економіки підприємства і виробничого менеджменту, декан факультету менеджменту та інформаційної безпеки ВНТУ, відмінник освіти України, заслужений економіст України.